# Алтайский государственный институт культуры
Алтайский государственный институт культуры (АГИК) — высшее учебное заведение в сфере культуры и искусств в Барнауле.

## История
В соответствии с решением Совета Министров СССР от 20 июня 1974 года № 508, бюро крайкома КПСС и исполнительный комитет краевого Совета народных депутатов трудящихся постановили открыть в городе Барнауле с 1975—1976 учебного года государственный институт культуры.
В 1995 году институт получил новый статус и переименован в Алтайский государственный институт искусств и культуры (АГИИК), а в 2005 году вуз получил статус академии.
Осенью 2015 года вузу вернули название Алтайский государственный институт культуры.
Расположен в трёх корпусах, главный из них находится в Ленинском районе на улице Юрина.

## Факультеты

### Музыкальный факультет
- Кафедра музыкознания и фортепиано
- Кафедра народных инструментов и оркестрового дирижирования
- Кафедра академического хора
- Кафедра народного хорового пения

### Хореографический факультет
- кафедра бальной хореографии
- кафедра хореографии
- Кафедра физической культуры

### Факультет визуальных искусств и цифровых технологий
- Кафедра дизайна и архитектуры
- Кафедра графики и анимации
- Кафедра музеологии и туризма
- Кафедра библиотековедения и информационных технологий
- Кафедра художественной культуры и декоративно-прикладного творчества

### Факультет художественного творчества
- Кафедра режиссуры праздников и театрализованных представлений
- Кафедра театральной режиссуры и актёрского мастерства
- Кафедра социально-культурной деятельности
- Кафедра филологии и сценической речи
- Кафедра гуманитарных дисциплин

## Преподаватели
В институте работает 168 штатных преподавателей, из них — 105 со степенями и званиями, в том числе — 20 % докторов и профессоров, 12,6 % удостоены почетных званий федерального значения, 4,6 % — члены творческих союзов России.